# Masso Leopoldino

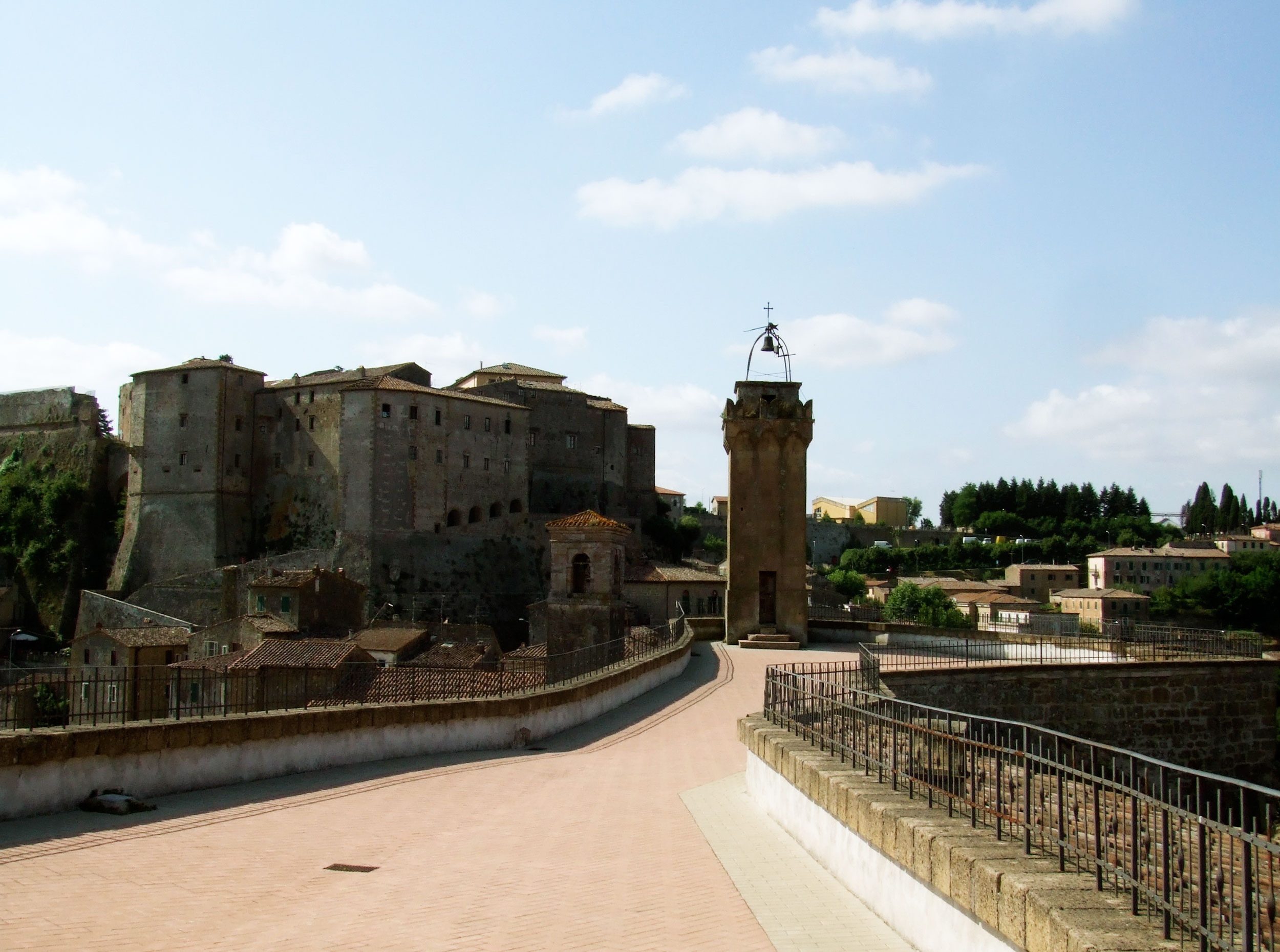
La terrasse et la tour du Masso Leopoldino et vue vers la forteresse Orsini.

Le Masso Leopoldino (connu aussi comme Rocca Vecchia) est une partie des fortifications  qui dominent la ville de Sorano, en province de Grosseto. Il est situé dans le centre historique, sur un promontoire rocheux de tuf dans lequel toute la ville est bâtie, à son extrémité nord-ouest.